# جائزة إميليا رومانيا الكبرى 2020
جائزة إميليا رومانيا الكبرى 2020 (بالإيطالية: Gran Premio dell'Emilia-Romagna 2020)‏ هو سباق فورمولا 1
أقيم بتاريخ 1 نوفمبر 2020 في حلبة إنزو دينو فيراري، إيطاليا، وكان السباق 13 من أصل 17 في بطولة العالم لسباقات فورمولا 1 موسم 2020، وكان أول المنطلقين فالتيري بوتاس.
فاز بالمركز الأول  لويس هاملتون، وكان صاحب أسرع لفة لويس هاملتون بزمن قدرة 75.484 ثانية.